# Słowianki (osada)
Słowianki (niem. Rosenhöhe) – osada w Polsce, położona w województwie zachodniopomorskim, w powiecie świdwińskim, w gminie Połczyn-Zdrój, przy północnym krańcu jeziora Siecino.
Dawny XIX-wieczny folwark, położony na gruntach majątku rycerskiego Chlebowo, należącego do rodu Knebel Doeberitz. Osada została założona na północnym, stromym brzegu jeziora Siecino. Do czasów obecnych przetrwał neoklasycystyczny pałac z I połowy XIX wieku z parkiem. Wybudowała go Gertruda von Knebel Doeberitz. Wokół pałacu rozciąga się park krajobrazowo-leśny. Obecnie całość w rękach prywatnych, służy turystyce.
W miejscowości i jej pobliżu liczne pomnikowe dęby i buki:
- dąb o obw. 480 cm, na pd od wsi, przy drodze w kierunku Chlebowa, po prawej stronie nad jeziorem, przed mostkiem
- dąb o obw. 405 cm, na zachodnim skraju wsi przy skrzyżowaniu,
- 200-metrowy szpaler dębów na północ od wsi, kolejno o obwodach 445, 395, 475, 590, 365 (silnie wypróchniały), 330, 415, 370 cm (od pd ku pn),
- dąb o obw. 405 cm, w lesie na pn od ww. szpaleru, przy drodze do Gawrońca,
- buki o obw. 465 i 350 cm, na pn od ww. dębu[5].

W latach 1975–1998 miejscowość administracyjnie należała do województwa koszalińskiego.

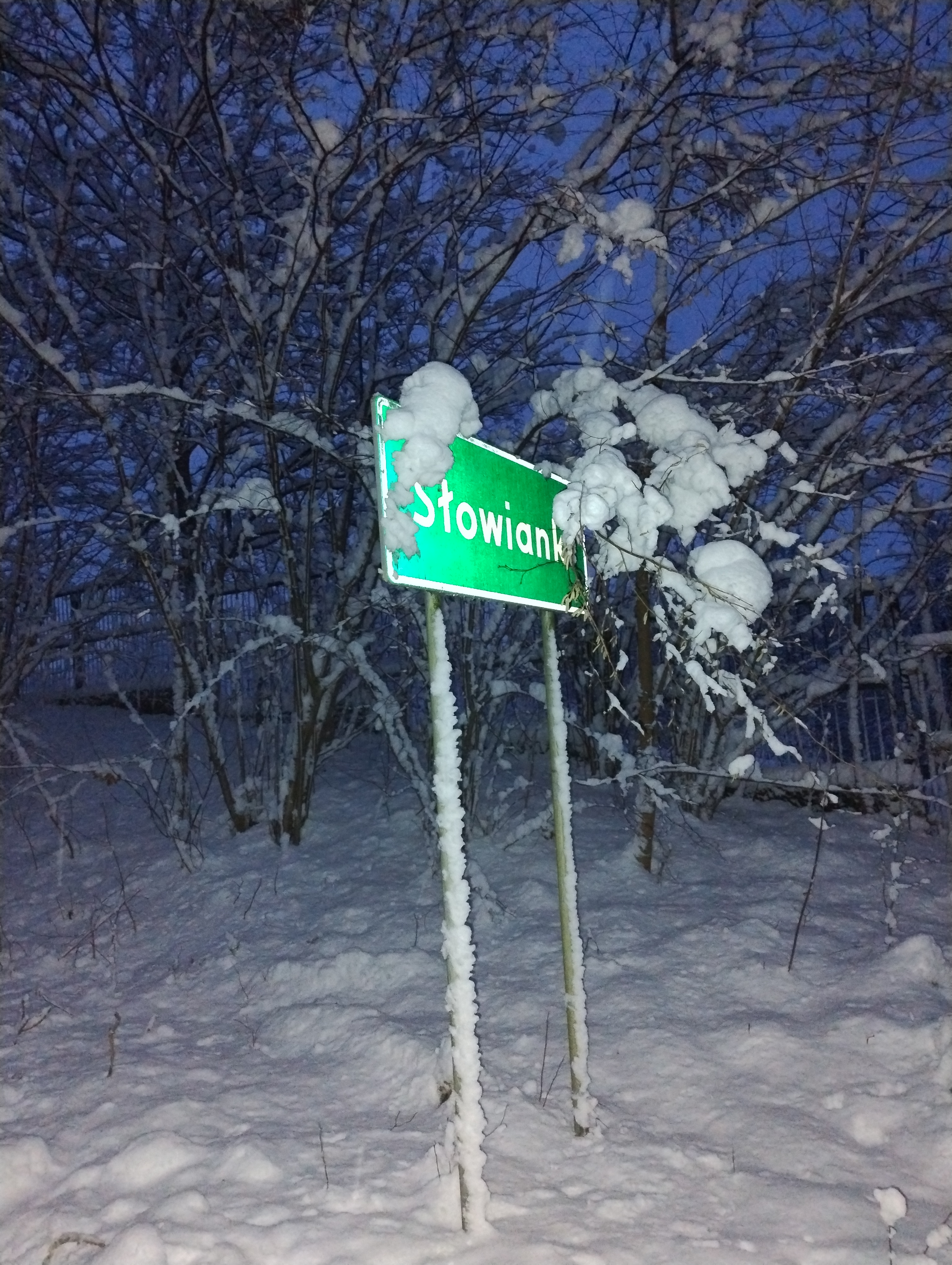
Słowianki tablica miejscowości obsypana śniegiem